# Dröjsmålsränta i Sverige
Dröjsmålsränta är en ränta som erläggs som ersättning för att en betalning har gjorts efter fordrans förfallodag.
Dröjsmålsränta regleras i räntelagen.
Räntelagen är dispositiv, det vill säga den gäller om inget annat är avtalat, utfäst eller särskilt föreskrivet. I ett enda fall är den tvingande och det är om avtalsvillkor inskränker gäldenärens rätt till jämkning enligt räntelagen.
Betalas inte en skuld på förfallodagen ska ränta utgå från den dagen. Grundar sig fordran på en redovisningsskyldig inte redovisat för medel som han mottagit, utgår ränta från den dag redovisningen skulle ha skett enligt räntelagen.
Om dröjsmålsränta är avtalad äger borgenären rätt att debitera dröjsmålsränta från förfallodagen.  
Om dröjsmålsränta ej är avtalad men upplysning om att sådan kommer att debiteras finns angiven på fakturan, har borgenären rätt att debitera dröjsmålsränta 30 dagar från fakturans datum. Även om betalningsvillkoret på fakturan anges till kortare tid, till exempel 10 dagar, får dröjsmålsränta inte debiteras tidigare än 30 dagar efter fakturadatumet. 
Om upplysning om att dröjsmålsränta kommer att debiteras saknas på fakturan, men angivits på betalningspåminnelsen äger borgenären rätt att debitera dröjsmålsränta först 30 dagar efter betalningspåminnelsens datum enligt räntelagen. Ränteberäkningen är baserad på 365 dagar, respektive 366 dagar för skottår.
Om borgenären och gäldenären är näringsidkare och skulden har samband med deras yrkesmässiga verksamhet äger borgenären rätt att debitera dröjsmålsränta 30 dagar från fakturans datum även om upplysning om detta inte har funnits på fakturan. Inte heller om gäldenären är en myndighet eller ett annat offentligt organ behöver upplysning om dröjsmålsränta finnas på fakturan för att dröjsmålsränta ska kunna debiteras.
Dröjsmålsräntans storlek är om inte annat har avtalats åtta procentenheter över gällande referensränta enligt räntelagen. Från och med 2020-01-01 uppgår dröjsmålsräntan till 8 % per år.
Som i de övriga nordiska länderna Norge, Finland, Danmark och Island, har Sverige infört Europaparlamentets och rådets direktiv 2000/35/EG av den 29 juni 2000 om bekämpande av sena betalningar vid handelstransaktioner i svensk Räntelag (1975:635). Detta innebär att utgångspunkten för beräkning av lagstadgade dröjsmålsräntor är samordnade och att fastställandet av räntesatserna sker efter en liknande modell. I Norge, Danmark och Finland fastställs dröjsmålsräntan den 1 januari och 1 juli varje år till referensräntan bestämd av ländernas centralbanker plus 7,00 %-enheter. I Sverige beslutas räntefoten på samma sätt och på samma tidpunkter, men med tillägg av 8,00 %-enheter. På Island fastställs räntan på månadsbasis till den nationella bankens referensränta plus 7,00 %-enheter.
Som enda nordiska land har Island också lagstadgad ränta på ränta i den isländska räntelagen (2001:38).
Om förfallodagen infaller på antingen en lördag, söndag, allmän helgdag, midsommarafton, julafton eller nyårsafton, skall förfallodagen enligt skuldebrevslagen flyttas till den första helgfria vardagen därefter.